# 안드레아 포초
안드레아 포초(이탈리아어: Andrea Pozzo, 라틴어: Andreas Puteus, 1642년 11월 30일 ~ 1709년 8월 31일)는 이탈리아 예수회 소속의 화가이자 건축가, 미술 이론가로 바로크 시대에 활약한 인물이다. 그는 콰드라투라(quadratura)로 불리는 환상적 기법을 사용한 프레스코(Fresco)로 유명하다. 로마의 로욜라 성 이그나티우스 교회(Church of Sant'Ignazio)의 천장화가 대표작이다. 『Perspectiva Pictorum et Architectorum(회화와 건축의 원근법)』(1693~1702)이라는 이론서도 저술했다.